# Década de 1360
Séculos: Século XIII - Século XIV - Século XV
Décadas: 1330 1340 1350 - 1360 - 1370 1380 1390
Anos: 1360 - 1361 - 1362 - 1363 - 1364 - 1365 - 1366 - 1367 - 1368 - 1369